# بزهکاران
بزهکاران (انگلیسی: Mobsters) یک فیلم جنایی آمریکایی است که در سال ۱۹۹۱ منتشر شد.

## بازیگران
- کریستین اسلیتر در نقش لاکی لوچانو
- رادنی ایستمن در نقش جوئی
- کستاس مندیلر در نقش فرانک کاستلو
- ریچارد گریکو در نقش باگزی سیگل
- پاتریک دمپسی در نقش مِـیـِر لانسکی
- رابرت زی‌دار در نقش راکو
- مایکل گمبون در نقش سالواتوره مارانتسانو
- آنتونی کوئین در نقش جو ماسریا
- تیتوس ولیور در نقش آل کاپون
- کریس پن
- اف. موری آبراهام
- لارا فلین بویل
- جو ویترلی